# Grant Williams (attore)
Grant Williams, nome d'arte di John Joseph Williams, (New York, 18 agosto 1931 – Los Angeles, 25 luglio 1985) è stato un attore statunitense famoso per aver interpretato il ruolo di Scott Carey nel film di fantascienza Radiazioni BX: distruzione uomo (1957) e quello di Greg MacKenzie nella serie televisiva Hawaiian Eye dal 1960 al 1963.

## Biografia

### Primi anni
Williams nacque a New York il 18 agosto 1931.
Dopo il diploma di scuola superiore, si arruolò nell'United States Air Force, prestando servizio dal settembre 1948 al settembre 1952, prima e durante la Guerra di Corea. Fu congedato come sergente dell'aeronautica militare. Conseguì una laurea in giornalismo presso la New York University secondo un profilo del Dallas Morning News nel marzo 1957. Secondo un articolo del 1959 ha conseguito la laurea per corrispondenza.

### Carriera

#### Sul palcoscenico
Dopo il servizio nell'aeronautica militare, studiò con Lee Strasberg.
Durante delle audizioni tenutesi al Town Hall Club di New York City nel maggio 1953, Williams fu selezionato per una borsa di studio estiva al Barter Theatre da Rosalind Russell. La "Barter Colony" ad Abingdon, in Virginia, era un campo di formazione unico per attori, che forniva istruzioni in tutte le forme di scenotecnica. Era una scelta popolare per molti veterani recentemente congedati, come John Vivyan ed Ernest Borgnine, che trovarono lo stile di vita comunitario un comodo cuscinetto prima di ricongiungersi al mondo civile. Williams trascorse lì l'intera estate del 1953, esibendosi in spettacoli teatrali che a volte avevano come protagonista un professionista affermato. Secondo la pubblicità contemporanea di Barter, aveva almeno cinque precedenti crediti teatrali in Golden Boy, Angel Street, The Heiress, All My Sons e The Glass Menagerie, ma in quali ruoli e in quali luoghi si è esibito non sono cose note.
Dopo la sua estate al Barter, Williams si esibì nell'Off-Broadway Blackfriars Guild Theatre. Late Arrival, in cui Williams interpretava un corteggiatore della giovane protagonista femminile, andò in scena nell'ottobre 1953. Sebbene avesse utilizzato il nome d'arte "Grant Williams" durante la sua permanenza al Barter, venne accreditato come "John J. Williams". Tornò a utilizzare il nome "Grant Williams" per una produzione estiva di Rope nel luglio 1954.

#### Sullo schermo
Dopo alcuni piccoli ruoli in televisione, Williams fu notato da un talent scout al Kraft Television Theater nel 1954. Nel marzo 1955 firmò un contratto con la Universal Pictures (U-I), e nel maggio di quell'anno recitò nel film Scialuppe a mare. Colpita dalla sua interpretazione, la U-I lo fece recitare in Tramonto di fuoco nel luglio 1955. Nell'agosto 1955 la U-I stipulò un nuovo contratto con Williams, e nel settembre di quell'anno egli iniziò a lavorare sul set de La rivolta dei cowboys.
Dopo aver recitato nel film noir Caccia ai falsari (1956) recitò in alcuni film non accreditato e poi nella commedia sentimentale in CinemaScope Quattro ragazze in gamba (1957). Nel 1957 recitò nel film di fantascienza vincitore del Premio Hugo Radiazioni BX: distruzione uomo; nonostante le buone recensioni e il successo del film, la sua carriera continuò però solo con ruoli poco brillanti. La Universal Pictures rescisse il suo contratto nel 1959, e Williams ne firmò uno nel 1960 con la Warner Brothers, dove ebbe un ruolo continuativo nel ruolo del detective privato Greg McKenzie nella serie Hawaiian Eye.
Seguirono diversi ruoli cinematografici e televisivi. Nel 1959 Williams interpretò il Col. Geo. Custer nello show Yancy Derringer, più tardi quell'anno interpretò un cowboy assassino di nome "Joe Plummer" nel western televisivo Gunsmoke, e il ruolo dell'assassino psicopatico in Ucciderò alle sette. Ha fatto due apparizioni come guest star in Perry Mason nel 1964 e nel 1965."
Ha recitato anche nelle serie The Outer Limits, Bonanza, F.B.I., Dragnet e Gli sbandati.
Con il declino della sua carriera di attore, aprì una scuola di recitazione a West Hollywood. Williams ha continuato a recitare occasionalmente sia in film che in televisione, ma senza molta convinzione e in prodotti inferiori. La sua ultima apparizione cinematografica è stata in Doomsday Machine (1976); tuttavia, poiché il film è stato effettivamente girato nel 1967, Brain of Blood (1972) è stato il suo ultimo film nel quale ha recitato. La sua ultima apparizione televisiva fu nel 1983 nel game show Family Feud insieme ad altri ex membri del cast di Hawaiian Eye, che giocarono e persero contro gli ex membri del cast della serie televisiva Lost In Space.
Al momento della sua morte, nel 1985, gestiva una scuola di recitazione a Los Angeles.

### Morte
Williams morì il 28 luglio 1985, all'età di 53 anni, al Los Angeles Veterans Administration Hospital, dove era stato curato per avvelenamento del sangue. Venne sepolto nel Los Angeles National Cemetery. Gli sopravvisse suo fratello, Robert.

## Filmografia

### Cinema
- Tramonto di fuoco (Red Sundown), regia di Jack Arnold (1956)
- Caccia ai falsari (Outside the Law), regia di Jack Arnold (1956)
- La rivolta dei cowboys (Showdown at Abilene), regia di Charles F. Haas (1956)
- Scialuppe a mare (Away All Boats), regia di Joseph Pevney (1956) Non accreditato
- Come le foglie al vento (Written on the Wind), regia di Douglas Sirk (1956)
- Quattro ragazze in gamba (Four Girls in Town), regia di Jack Sher (1957)
- Radiazioni BX: distruzione uomo (The Incredible Shrinking Man), regia di Jack Arnold (1957)
- La meteora infernale (The Monolith Monsters), regia di John Sherwood (1957)
- L'uomo del Texas (Lone Texan), regia di Paul Landres (1959)
- Assedio all'ultimo sangue (13 Fighting Men), regia di Harry Gerstad (1960)
- The Leech Woman, regia di Edward Dein (1960)
- Qualcosa che scotta (Susan Slade), regia di Delmer Daves (1961)
- Ucciderò alle sette (The Couch), regia di Owen Crump (1962)
- PT 109 - Posto di combattimento! (PT 109), regia di Leslie H. Martinson (1963)
- Brain of Blood, regia di Al Adamson (1971)
- How's Your Love Life?, regia di Russel Vincent (1971)
- Doomsday Machine, regia di Harry Hope, Lee Sholem e Herbert J. Leder (1976)

### Televisione
- The Web – serie TV, 1 episodio (1954)
- Kraft Television Theatre – serie TV, 3 episodi (1954-1956)
- Studio One – serie TV, 1 episodio (1955)
- Soldiers of Fortune – serie TV, 1 episodio (1955)
- Lux Video Theatre – serie TV, 4 episodi (1955-1957)
- Matinee Theater – serie TV, 5 episodi (1955-1958)
- Jane Wyman Presents The Fireside Theatre – serie TV, 1 episodio (1958)
- Le grandi fiabe (Shirley Temple's Storybook) – serie TV, 1 episodio (1958)
- Man with a Camera – serie TV, 1 episodio (1958)
- Gunsmoke – serie TV, 1 episodio (1959)
- Yancy Derringer – serie TV, 1 episodio (1959)
- Disneyland – serie TV, 3 episodi (1959)
- The Millionaire – serie TV, 1 episodio (1959)
- One Step Beyond – serie TV, 1 episodio (1959)
- Mr. Lucky – serie TV, 1 episodio (1960)
- The Roaring 20's – serie TV, 1 episodio (1960)
- Surfside 6 – serie TV, episodi 1x06-1x13 (1960)
- The Iron Horseman, regia di Lesley Selander – film TV (1960)
- Hawaiian Eye – serie TV, 50 episodi (1960-1963)
- Bonanza – serie TV, 2 episodi (1960-1965)
- I mostri (The Munsters) – serie TV, 1 episodio (1964)
- Perry Mason – serie TV, 2 episodi (1964-1965)
- The Outer Limits – serie TV, 1 episodio (1965)
- F.B.I. (The F.B.I.)  – serie TV, 1 episodio (1968)
- Dragnet – serie TV, 1 episodio (1969)
- Gli sbandati (The Outcasts) – serie TV, 1 episodio (1969)
- Tony e il professore (My Friend Tony) – serie TV, 1 episodio (1969)